# Januari 2025
Dit artikel geeft een chronologisch overzicht van de belangrijkste gebeurtenissen per dag in de maand januari van het jaar 2025.

## Gebeurtenissen

### 1 januari
- In New Orleans, Verenigde Staten rijdt een man in de nieuwjaarsnacht met een pick-uptruck met hoge snelheid in op een menigte. Daarbij vallen 15 doden en 35 gewonden. De dader heeft een link met terreurgroep Islamitische Staat.[1]
- Voor de ingang van het Trump Hotel in Las Vegas ontploft een Tesla Cybertruck. Daarbij komt de bestuurder van het voertuig om het leven. Zeven anderen raken lichtgewond door de klap.[2]

### 6 januari
- Simona Brambilla wordt benoemd tot prefect van het Dicasterie voor Instituten van Gewijd Leven en voor Gemeenschappen van Apostolisch Leven en is daarmee de eerste vrouwelijke leider van een departement van de Romeinse Curie.[3]

### 7 januari
- Los Angeles en omliggende gebieden in Zuid-Californië worden getroffen door een reeks zware natuurbranden.
- Er vindt een zware aardbeving plaats in Tibet.[4]

### 13 januari
- De 58-jarige Zoran Milanović wordt met 74% van de stemmen herkozen als president van Kroatië en verkrijgt hiermee een nieuwe termijn van vijf jaar als president.

### 19 januari
- De eerste fase van de wapenstilstand tussen Hamas en Israël gaat om 10.15 u in.[5]

### 20 januari
- Donald Trump wordt beëdigd als 47e president van de Verenigde Staten. Hij vaardigt tweehonderd presidentiële decreten uit. De decreten betreffen onder andere:
  - De Verenigde Staten stapt uit de Wereldgezondheidsorganisatie[6]
  - De Verenigde Staten trekt zich terug uit het klimaatakkoord van Parijs[7]
  - De ongeveer 1500 veroordeelde Capitoolbestormers, inclusief degenen die geweld tegen de politie hadden gebruikt, kregen gratie[7]

- Elon Musk raakt in opspraak door in een tijdspan van een paar seconden twee keer een gebaar te maken dat sterk op de Hitlergroet lijkt.[8]

### 22 januari
- bij een mesaanval in een park in de Duitse Aschaffenburg worden 5 mensen neergestoken en daarbij komen een jongetje van 2 en een man van 41 te overlijden. De aanval is een tereurdaad van een Afghaanse asielzoeker.[9]

### 24 januari
- De Verenigde Staten is begonnen met het uitzetten van immigranten; Guatemalteken zijn geboeid per militair vliegtuig gedeporteerd.[10]

### 25 januari
- In het Drents Museum in de Nederlandse stad Assen vindt een kunstroof plaats, waarbij onder meer de in Roemenië beroemde helm van Coțofenești wordt gestolen.

### 26 januari
- De tuberculose-uitbraak die al een tijdje heerste in Kansas is officieel de grootste in de geschiedenis van de Verenigde Staten.[11]

### 29 januari
- Bij de Maha Kumb, een religieus festival in  Prayagraj, India komen minstens dertig mensen om en raken minstens zestig mensen gewond.[12]
- President Trump geeft opdracht Guantanamo Bay voor te bereiden op 30.000 immigranten.[13]
- Dichtbij het Ronald Reagan Washington National Airport, bij de hoofdstad van de Verenigde Staten, komt een passagiersvliegtuig met 64 mensen aan boord in botsing met een militaire helikopter met drie mensen aan boord. Beide toestellen komen in de rivier Potomac terecht.[14]

## Overleden
← · januari · februari · maart · april · mei · juni · juli · augustus · september · oktober · november · december ·  →